# Kievnauchfilm
Kievnauchfilm (ukrainien : Київнаукфільм Kyïvnaukfil′m) était un studio de cinéma de l'ancienne Union soviétique situé à Kiev, en RSS d'Ukraine, créé en 1941. Bien qu'il ait été créé pour produire des films de vulgarisation scientifique, il est finalement devenu plus connu pour ses films d'animation.

## Description
Kyivnaukfilm, abréviation de "Films de Science de Kiev", a été créé pour être un studio de films non-fictifs. Sa principale mission était de produire des films de vulgarisation scientifique et des documentaires couvrant un large éventail de sujets. En outre, il a sorti 342 films d'animation, dont un grand nombre sont encore populaires aujourd'hui, tels qu'une saga sur les Cosaques zaporogues (réalisée par Volodymyr Dakhno), Les Aventures du Capitaine Wrongel, le docteur Aybolit et une adaptation de l'île au trésor (tous trois réalisés par David Cherkassky). Les films du studio ont reçu de nombreux prix lors de festivals internationaux et nationaux.
Le réalisateur Felix Sobolev et le scénariste en chef du studio Yevheniy Zahdanskyi sont considérés comme des pionniers et des figures d'influence majeure dans le domaine du documentaire dans l'ancienne Union soviétique. Chaque année, le studio sortait plus de 400 films.
Après la dissolution de l'Union soviétique, Kyivnauchfilm a connu un déclin et a été rebaptisé Cinémathèque nationale d'Ukraine.

## Filmographie

### Animation
- Doctor Aybolit, réalisé par David Cherkassky
- La saga Cosaques (1967-1995), réalisée par Volodymyr Dakhno
  - Comment les Cosaques cuisinent le Kulish («Как казаки кулеш варили», 1967)
  - Comment les Cosaques jouaient au football («Как казаки в футбол играли», 1970)
  - Comment les Cosaques ont sauvés les mariés («Как казаки невест выручали», 1973)
  - Comment les Cosaques ont acheté le sel («Как казаки соль покупали», 1975)
  - Comment les Cosaques sont devenus les Olympiens («Как казаки олимпийцами стали», 1978)
  - Comment les Cosaques ont aidé les Mousquetaires («Как казаки мушкетёрам помогали», 1979)
  - Comment les cosaques ont apprécié le mariage («Как казаки на свадьбе гуляли», 1984)
  - Comment les cosaques ont rencontré les extraterrestres («Как казаки инопланетян встречали», 1987)
  - Comment les cosaques jouaient au hockey («Как казаки в хоккей играли», 1995)
- Как кормили медвежонка (1976)
- Музыкальные сказки (1976)
- Приключения капитана Врунгеля / saga des Aventures du Capitaine Wrungel (1976-1979), réalisée par David Cherkassky
- Приключения кузнеца Вакулы / Les aventures de Vakula le forgeron (1977)
- Первая зима (1978)
- Золоторогий олень (1979)
- Как несли стол (1979)
- Жили-были матёшки (1981)
- Алиса в стране чудес / Alice au pays des merveilles  (1981)
- De l'autre côté du miroir (1981)
- Как было написано первое письмо / La Première Lettre (1984)
- Встреча (1984)
- Saga des Три Паньки (1989-1991)
  - Три Панька (1989)
  - Три Панька хозяйствуют (1990)
  - Три Панька на ярмарке (1991)
- Остров сокровищ / L'île au trésor (1988), réalisé par David Cherkassky

### Films de vulgarisation scientifique et documentaires
- L'Aube explosée, Взорванный рассвет, 1965, réalisé par Felix Sobolev
- Le langage des animaux, Язык животных, 1967, réalisé par Felix Sobolev
- Sept pas au-delà de l'horizon, Семь шагов за горизонт, 1968, réalisé par Felix Sobolev
- Les animaux peuvent-ils penser ? Думают ли животные ? 1970, réalisé par Felix Sobolev
- Moi-même et les autres, Я и другие, 1971, réalisé par Felix Sobolev
- Yogis indiens. Qui sont-ils ? Индийские йоги — кто они? 1970, réalisé par Almar Serebryanikov
- Écho de nos émotions, Луна наших эмоций (1977)
- Les gens et les dauphins, Люди и дельфины (1983), réalisé par Volodymyr Khmelnytskyi
- L'étoile de Vavilov, Звезда Вавилова, 1984, réalisé par Anatoliy Borsuk
- Экспертиза одной сенсации, 1985, (évoquant la pseudoscience), réalisé par Lev Vdovenko
- Une empreinte, Отпечаток, 1985, réalisé par Anatoliy Borsuk
- Un homme de 6h à minuit, Человек с шести до полуночи, 1987, (sur les luttes quotidiennes d'un jeune ingénieur professionnel en Union soviétique), réalisé par Andrei Zagdansky
- Interprétation des rêves, Толкование сновидений, 1989, (Interprétation freudienne et "équation" du communisme et du nazisme ) réalisé par Andrei Zagdansky
- La mission de Rauol Valenberg, Миссия Рауля Валенберга, 1990, réalisé par Alexandre Rodnianski